# Dolichopoda palpata
Dolichopoda palpata — вид прямокрилих комах родини рафідофоріди (Rhaphidophoridae). Вид є троглодитом, тобто постійним мешканцем печер.

## Поширення
Вид зустрічається у печерах на острові Сицилія та на півдні Італії у Калабрії.